# Provincia Chanthaburi
Chanthaburi (în thailandeză จันทบุรี) este o provincie (changwat) din Thailanda. Situată în regiunea de Est, provincia Chanthaburi are în componența sa 10 districte (amphoe), 76 de sub-districte (tambon) și 690 de sate (muban). 
Cu o populație de 509.134 de locuitori și o suprafață totală de 6.338,0 km2, Chanthaburi este a 48-a provincie din Thailanda ca mărime după numărul populației și a 34-a după mărimea suprafeței.